# Bicaj
Bicaj è una frazione del comune di Kukës in Albania (prefettura di Kukës).
Fino alla riforma amministrativa del 2015 era comune autonomo, dopo la riforma è stato accorpato, insieme agli ex-comuni di Arrën, Bushtricë, Grykë-Çajë, Kalis, Kolsh, Malzi, Shishtavec, Shtiqën, Surroj, Tërthore, Topojan, Ujëmisht e Zapod a costituire la municipalità di Kukës.

## Località
Il comune era formato dall'insieme delle seguenti località:
- Bushat
- Bicaj
- Osmane
- Muhole
- Mustafe
- Nange
- Kolesian
- Domaj
- Gabrice
- Tershen